# قره‌قیطان
قره قیطان، از روستاهای بخش مرزداران شهرستان سرخس است و در جنوب شهر سرخس و حاسیه کشف رود قرار دارد. بر اساس سرشماری سال ۱۳۸۵ جمعیت آن (۳۰ خانوار) ۱۱۵ نفر
است.

## تاریخچه
این روستا حدود ۱۶۵سال قدمت دارد و مردم آن را دو طایفه بلوچ و شاهسون‌های ترک شیرازی تشکیل می‌دهد.
شاهسون‌ها از روستاهای غربی و بلوچ‌ها که از تیره‌ای نارویی، یارمری و دامرده می‌باشند از روستاهای شرقی به اینجا راه یافته‌اند.
البته جمعیت این روستا روبه کاهش است.
مدرسه این روستا (دبستان امام موسی صدر) در سال‌های اخیر در دو مقطع بازسازی شده‌است.
این روستا در سال تحصیلی ۸۹–۸۸ تنها ۱۰ دانش آموز دارد که از مدرسهٔ مرمت شده با امکانات مناسب (رایانه- آزمایش گاه- فضای محصور- امکانات ورزشی و آموزشی و … بهره می‌برند.
در سال ۹۰–۸۹ برای اولین بار در این روستای محروم، دوره راهنمایی با یک دانش آموز شکل گرفت و اکنون مدرسه راهنمایی این روستا ۲ دانش آموز دارد.

## معیشت
اقتصاد این روستا متکی به کشاورزی و دامداری می‌باشد. قالیچه بافی با طرح‌های بلوچی در میان بلوچ‌های این روستا مرسوم است.